# Stegnosperma
Stegnosperma Benth., 1844 è un genere di piante angiosperme dell'ordine Caryophyllales, unico genere della famiglia Stegnospermataceae Nakai, 1942.

## Distribuzione e habitat
Il genere è diffuso in Messico e Amrica centrale.

## Tassonomia
Il genere comprende le seguenti specie:
- Stegnosperma cubense A.Rich.
- Stegnosperma halimifolium Benth.
- Stegnosperma sanchezii Medrano & Medina
- Stegnosperma watsonii D.J.Rogers